# Inang Yaya
Inang Yaya är en filippinsk film från 2006, regisserad av Pablo Biglang-awa och Veronica Velasco där Maricel Soriano spelar Norma, en barnflicka som måste välja mellan Ruby (hennes dotter) och Louise (flickan hon tar hand om). Filmen vann pris i kategorin "bästa film och bästa roll" (för Soriano), då den tilldelades priset Young Critics Circle.

### Fotnoter
1. ↑  IMDB - Maricel Soriano for Inang Yaya